# Антон Тус
Антон Тус (Брибир, код Новог Винодолског, 22. новембар 1931 — Загреб, 4. септембар 2023) био је генерал-пуковник авијације-пилот ЈНА и генерал армије ХВ. У периоду од 1985. до 1991. је обављао функцију команданта Ратног ваздухопловства и противваздушне одбране а од 1991. до 1992. био је први начелник генералштаба Хрватске војске за време рата у Хрватској.

## Биографија
После дипломирања на југословенској Ваздухопловној академији, Тус је провео највећи део своје каријере служећи у Југословенском ваздухопловству.
Од 1968. до 1969. био је командант 204. ловачког авијацијског пука стационираног на батајничком аеродрому, а након тога био је командант 5.-ог Ваздухопловног и противваздухопловног корпуса са седиштем у СР Хрватској. 1975. унапређен је у чин генерал-мајора, 1982. унапређен је у чин генерал-потпуковника, а 1985. постављен на функцију команданта РВ и ПВО. У чин генерал-пуковника унапређен је 1988.
На функцији команданта РВ и ПВО остао је до маја 1991, када је поднео оставку и напустио ЈНА. Због тог чина му се у одсуству судило због велеиздаје и дезертерства. Тус је током обављања високих функција у ЈНА планирао пребацивање авиона ратног ваздухопловства на аеродроме на територије данашње Хрватске, како би у предстојећом ратном сукобу хрватска страна имала изразиту предност.
У септембру 1991. именован је за првог начелника Генералштаба Хрватске војске и унапређен у чин генерала армије. Са дужности начелника Генералштаба разрешен је новембра 1992. када га је наследио Јанко Бобетко.
Од 1992. до 1995. био је главни војни саветник председника Фрање Туђмана, пре него што је постао шеф канцеларије Министарства одбране ХВ за међународну сарадњу од 1995 до 2001.
Године 2001. именован је на место шефа хрватске мисије при НАТО до одласка у пензију 2005.
Одликован је бројним југословенским одликовањима, међу којима су Орден југословенске заставе са лентом. Такође је одликован и хрватским одликовањима међу којима су Велики Орден краља Петра Крешимира IV, орден кнеза Домагоја са огрлицом, орден Никола Шубић Зрински и орден хрватског тролиста.
Преминуо је 4. септембра 2023. године.